# 日本とザンビアの関係
日本とザンビアの関係（英語: Japan–Zambia relations）では、日本とザンビアの関係について概説する。

## 両国の比較
|             | ザンビア                   | 日本                           | 両国の差                  |
| ----------- | -------------------------- | ------------------------------ | ------------------------- |
| 人口        | 1786万人（2019年）         | 1億2626万人（2019年）          | 日本はザンビアの約7.1倍   |
| 国土面積    | 75万2610km²                | 37万7972 km²                   | ザンビアは日本の約2倍     |
| 首都        | ルサカ                     | 東京都                         |                           |
| 最大都市    | ルサカ                     | 東京都区部                     |                           |
| 政体        | 共和制                     | （民主制）議院内閣制           |                           |
| 公用語      | 英語                       | 日本語（事実上）               |                           |
| 国教        | キリスト教                 | なし                           |                           |
| GDP（名目） | 233億977万米ドル（2019年） | 5兆819億6954万米ドル（2019年） | 日本はザンビアの約218.0倍 |
| 地図        |                            |                                |                           |

## 歴史
1964年10月、ザンビアの独立と同時に日本は国家承認をして外交関係を樹立し、1970年には在ザンビア日本国大使館が開設、遅れて1975年には駐日ザンビア大使館が開設した。その後は、ザンビアはアフリカで最も平和な国の一つとして、日本は主要なアフリカ援助国として、友好かつ平和的な関係が維持されている。
2019年時点でザンビアに留まっている邦人は242人に対し、日本に居住しているザンビア人は141人となっているなど、民間の交流はやや薄い。

## 要人往来

### ザンビア要人の訪日

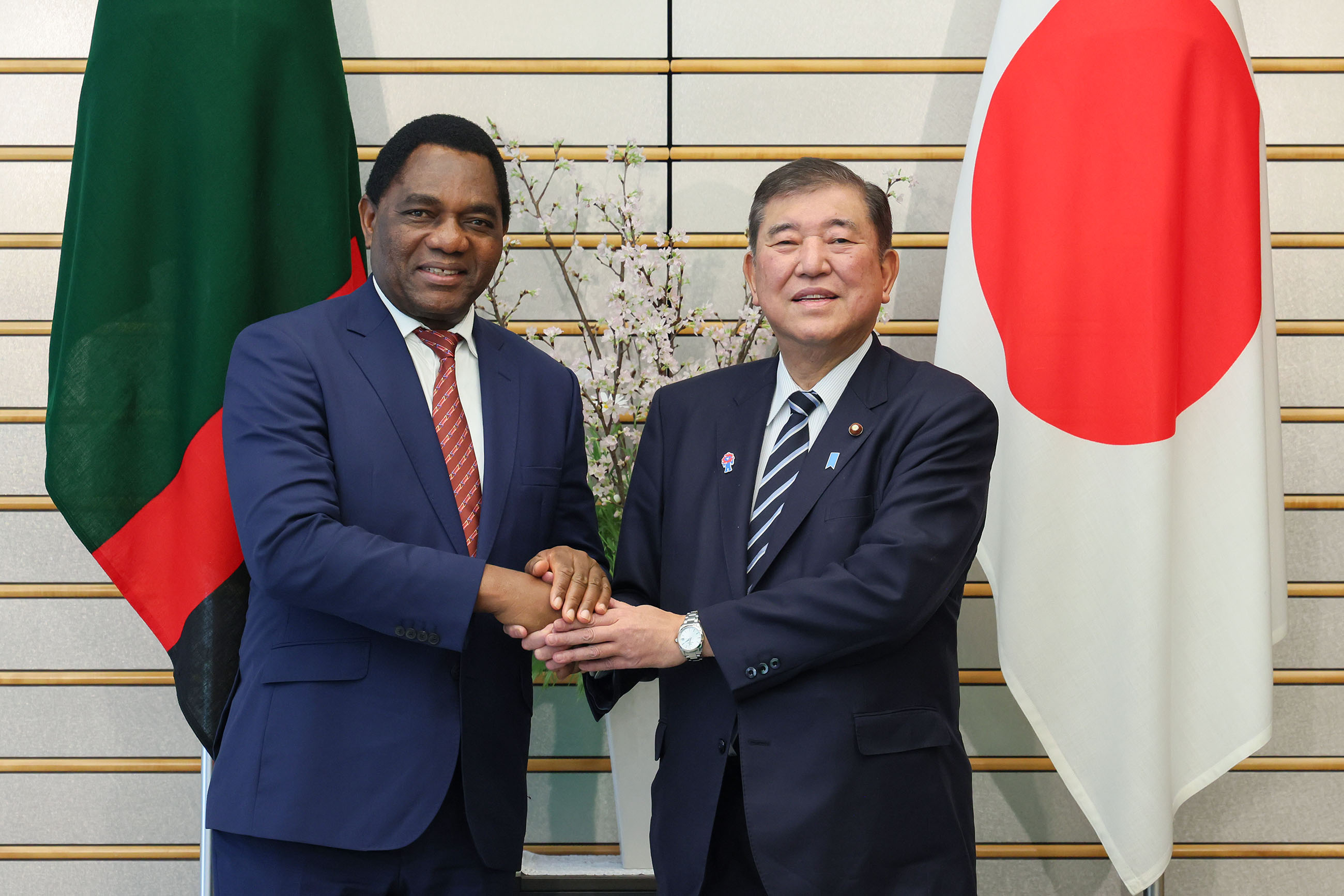
日・ザンビア首脳会談（2025年2月6日）

ザンビアから日本へは、1980年にカウンダ大統領夫妻が国賓として訪日したのが初めてであり、夫妻は宮中晩餐会にも出席している。その後、2003年、2005年、2008年にはレヴィー・ムワナワサ大統領がアフリカ開発会議や公式実務訪問賓客のため訪日している。
ザンビア大統領としては他にも、続く2012年と2013年にはマイケル・サタが、2018年にはエドガー・ルングが、2025年にはハカインデ・ヒチレマが訪日しており、ザンビアの大統領の殆どが日本を訪れている。

### 日本要人のザンビア訪問

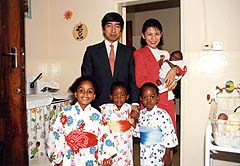
ルサカ市のカシシ孤児院を訪問する高円宮および同妃

日本からザンビアへは、高円宮および同妃のザンビア訪問があげられる。1999年12月、高円宮憲仁親王と憲仁親王妃久子はタンザニアを訪問した。その際、日本の無償資金協力により建設された学校の、その開校に列席した。同校はザンビア側からの提案で、プリンス・タカマド・スクールと命名された。2014年6月から7月にかけては、秋篠宮文仁親王と文仁親王妃紀子がザンビアを訪問し、日本ザンビア外交関係樹立50周年記念レセプションに臨席した。

## 経済

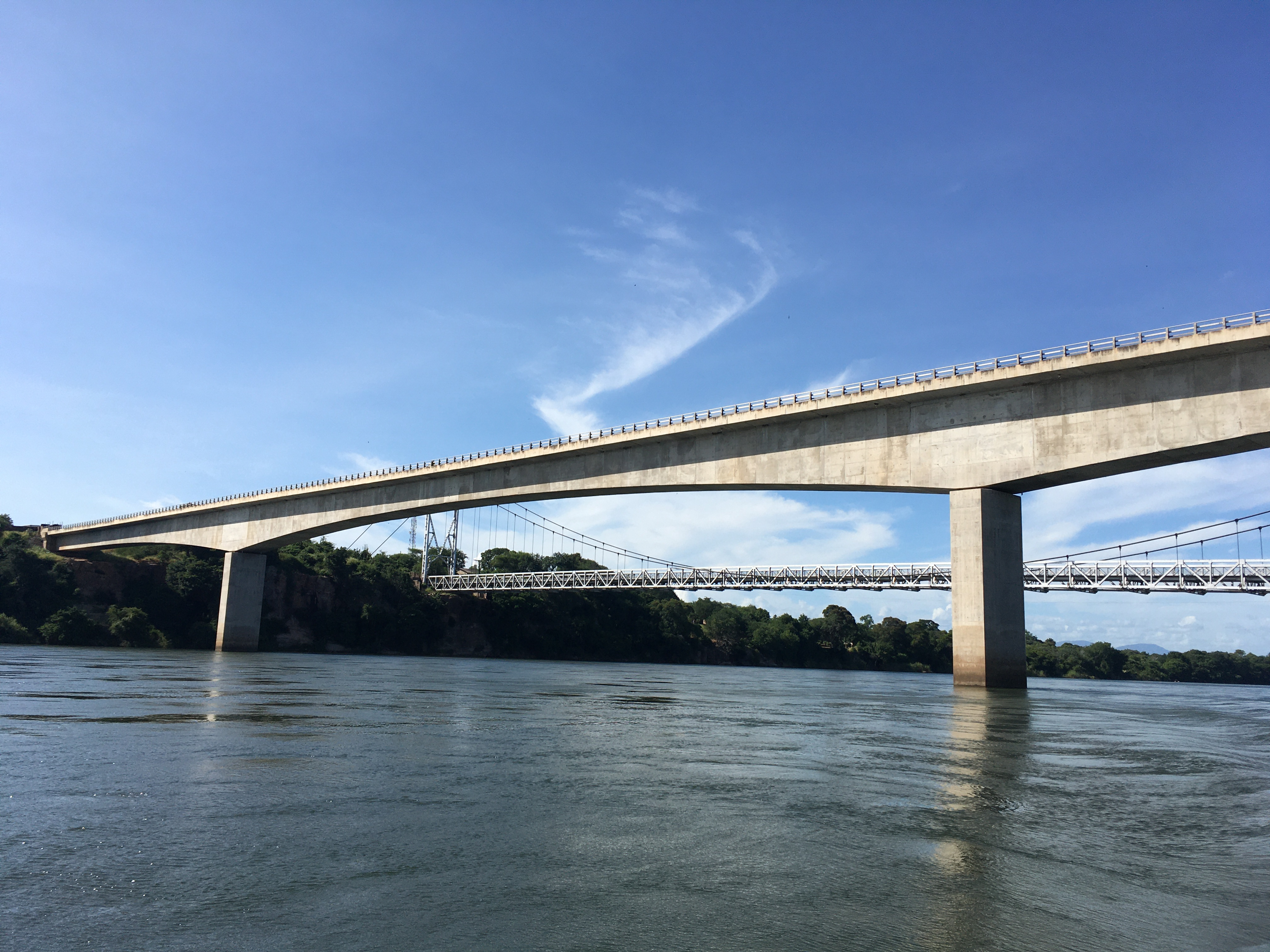
チルンド橋

開発援助の面では、日本は潜在的な資源大国であるザンビアの援助に力を入れており、2001年の経済援助は5200万ドル（約57億円）に及んだ。これは当時日本の経済援助としてはアフリカ第三位であった。2017年時点でも日本はザンビアにとってアメリカ合衆国、イギリス、スウェーデン、ドイツに次ぐ第五位の主要援助国であり、援助額は2500万ドル（約26億円）に及ぶ。ザンベジ川に架かるジンバブエとザンビアを繋ぐチルンド橋は、両国の要請を受けてコンサルタントは長大、建設は鹿島建設が担当して2002年に完成した橋である。
貿易の面では、日本の対ザンビア貿易は2019年時点で輸出48.8億円に対し輸入155億円と日本の赤字となっている。それは日本がザンビアから資源（銅、コバルト等）を輸入している為であり、一方、日本からは車両及び部品、タイヤ、建設用・鉱山用機械等がザンビアに輸出されている。ただし2015年には日本がザンビアに対し黒字貿易となるなど、公平な貿易関係となっている。

## 外交使節

### 駐日ザンビア大使
- ボニフェイス・サリム・ズル（1989年以前[18][19]～1991年[20]）
- ？？？？（1992～1996年、信任状捧呈は5月28日[21]）
- ライソン・ポティファ・テンボ（1996～2000年、信任状捧呈は9月20日[22]）
- エライアス・マルコ・チシャ・チピモ（2000～2001年[23]、信任状捧呈は7月27日[24]）
- （臨時代理大使）シューラ＝パトリック・ムサカニャ（2001～2002年）
- ゴッドフリー・シマシク・シマシク（2002～2009年、信任状捧呈は9月12日[25]）
- （臨時代理大使）ケネディ・ンポロベ・シパンデ（2009年）
- ビクシタ・ワムンディラ・レワニカ（2009～2012年、信任状捧呈は8月20日[26]）
- ンゴナ・ムウェルワ・チベサクンダ（2012～2015年、信任状捧呈は3月19日[27]）
- （臨時代理大使）ジム・シニェンザ（2015年）
- ンディオイ・ムリワナ・ムティティ（2015～2020年、信任状捧呈は10月15日[28]）
- （臨時代理大使）ジム・シニェンザ（2020～2022年）
- （臨時代理大使）アクソン・ウェリントン・アクウェル・ルブンディ（2022～2023年）
- トバイアス・ムリンビカ（2023年～、信任状捧呈は7月20日[29]）